# 章魚燒小行星
章魚燒小行星（英語：6562 Takoyaki）是一顆位於火星與木星之間小行星帶的天體，於1991年由日本天文學家箭內政之和渡辺和郎共同發現。它的名字頗為有趣，以日本的地道小食「章魚燒」（Takoyaki）來命名。該名稱取自大阪舉行的「宇宙全接觸2001」講座中，入場的中小學生以鼓掌方式為天體選出的名稱。至2002年4月獲國際天文聯會接納，正式將之命名為「Takoyaki」。